# Länderspielpause
Eine Länderspielpause ist eine durch Länderspiele verursachte Pause im Vereinssport beziehungsweise Fußball.

## Definition
In vielen Sportarten wie dem Fußball beginnt und endet die Saison mit der Sommerpause, während sie von der Winterpause in Hin- und Rückrunde unterteilt wird. Zwischen den beiden Pausen finden normalerweise wöchentlich die Spiele der Ligen und Pokale statt. Neben den beiden Pausen stellen die Länderspielpausen weitere Ausnahmen von dieser Regel dar.
Die Nationalspieler reisen während der Länderspielpausen zu ihren Nationalmannschaften. Die übrigen Spieler bleiben während der Länderspielpausen bei ihren eigentlichen Mannschaften. Die Länderspielpausen betreffen häufig nur den Spielbetrieb der Profis, während der Spielbetrieb der Amateure nicht unterbrochen wird.

## Geschichte & Gegenwart
Die folgende Tabelle zeigt die Entwicklung für den Zeitraum von 1970 bis 2020:
| Länderspielpausen Männer-Fußball-Bundesliga | Saison | Länderspielpausen Frauen-Fußball-Bundesliga |
| ------------------------------------------- | ------ | ------------------------------------------- |
| 1                                           | 1970   |                                             |
| 1                                           | 1980   |                                             |
| 0                                           | 1990   |                                             |
| 3                                           | 2000   | 5                                           |
| 3                                           | 2010   | 0                                           |
| 4                                           | 2020   | 4                                           |

Die folgende Tabelle zeigt den Stand für die Saison 2020:
| Länderspielpausen Männer-FIFA-Kalender | Monat | Länderspielpausen Frauen-FIFA-Kalender |
| -------------------------------------- | ----- | -------------------------------------- |
| 0                                      | 07    | 0                                      |
| 0                                      | 08    | 1                                      |
| 1                                      | 09    | 1                                      |
| 1                                      | 10    | 0                                      |
| 1                                      | 11    | 1                                      |
| 0                                      | 12    | 0                                      |
| 0                                      | 01    | 0                                      |
| 0                                      | 02    | 0                                      |
| 1                                      | 03    | 1                                      |
| 0                                      | 04    | 1                                      |
| 0                                      | 05    | 0                                      |
| 0                                      | 06    | 1                                      |

## Folgen & Kritik
Die zunehmende Anzahl von Länderspielpausen führt unter anderem zu mehr Englischen Wochen. Diese und weitere Tatsachen ärgern viele Fans.